# Stilbus koltzei
Stilbus koltzei is een keversoort uit de familie glanzende bloemkevers (Phalacridae). De wetenschappelijke naam van de soort werd in 1887 gepubliceerd door Edmund Reitter.